# Serapista rhodesiana
Serapista rhodesiana là một loài ong trong họ Megachilidae. Loài này được Mavromoustakis miêu tả khoa học đầu tiên năm 1940.